# Блінов Василь Петрович
Василь Петрович Блінов (1934 — 2010, місто Полтава) — український радянський діяч, секретар Полтавського обкому КПУ.

## Біографія
Освіта вища. Член КПРС.
На 1979—1984 роки — 2-й секретар Кременчуцького міського комітету КПУ Полтавської області.
У 1984—1991 роках — секретар Полтавського обласного комітету КПУ.
Подальша доля невідома.

## Нагороди
- орден Трудового Червоного Прапора
- ордени
- медалі
- Грамота Президії Верховної Ради Української РСР (15.02.1984)